# Pallenopsis boehmi
Pallenopsis boehmi är en havsspindelart som beskrevs av Schimkewitsch, W. 1930. Pallenopsis boehmi ingår i släktet Pallenopsis och familjen Phoxichilidiidae. Inga underarter finns listade i Catalogue of Life.